# Freiheitscharta
Die Freiheitscharta (englisch Freedom Charter, afrikaans Vryheidsmanifes) ist ein Dokument, das während der als Apartheid bezeichneten Zeit der Rassentrennung in Südafrika am 26. Juni 1955 in Kliptown, einer Siedlung in Soweto bei Johannesburg, vom sogenannten Congress of the People (Volkskongress) beschlossen wurde. Diesem gehörten rund 3000 Menschen an, die den African National Congress (ANC) der schwarzafrikanischen Bevölkerungsmehrheit, den South African Indian Congress als Vertreter der südafrikanischen Einwohner indischer beziehungsweise asiatischer Abstammung, die South African Coloured People’s Organisation der Bevölkerungsgruppe der Coloured (Mischlinge) sowie den von progressiven Weißen gegründeten Congress of Democrats repräsentierten. Die Charta war mit Forderungen nach Demokratie, nach Gleichberechtigung sowie nach Respektierung der Menschenrechte ein wichtiges Instrument der Anti-Apartheid-Bewegung und gehört bis in die Gegenwart zu den politischen Grundlagendokumenten des ANC.

## Inhalte und Bedeutung

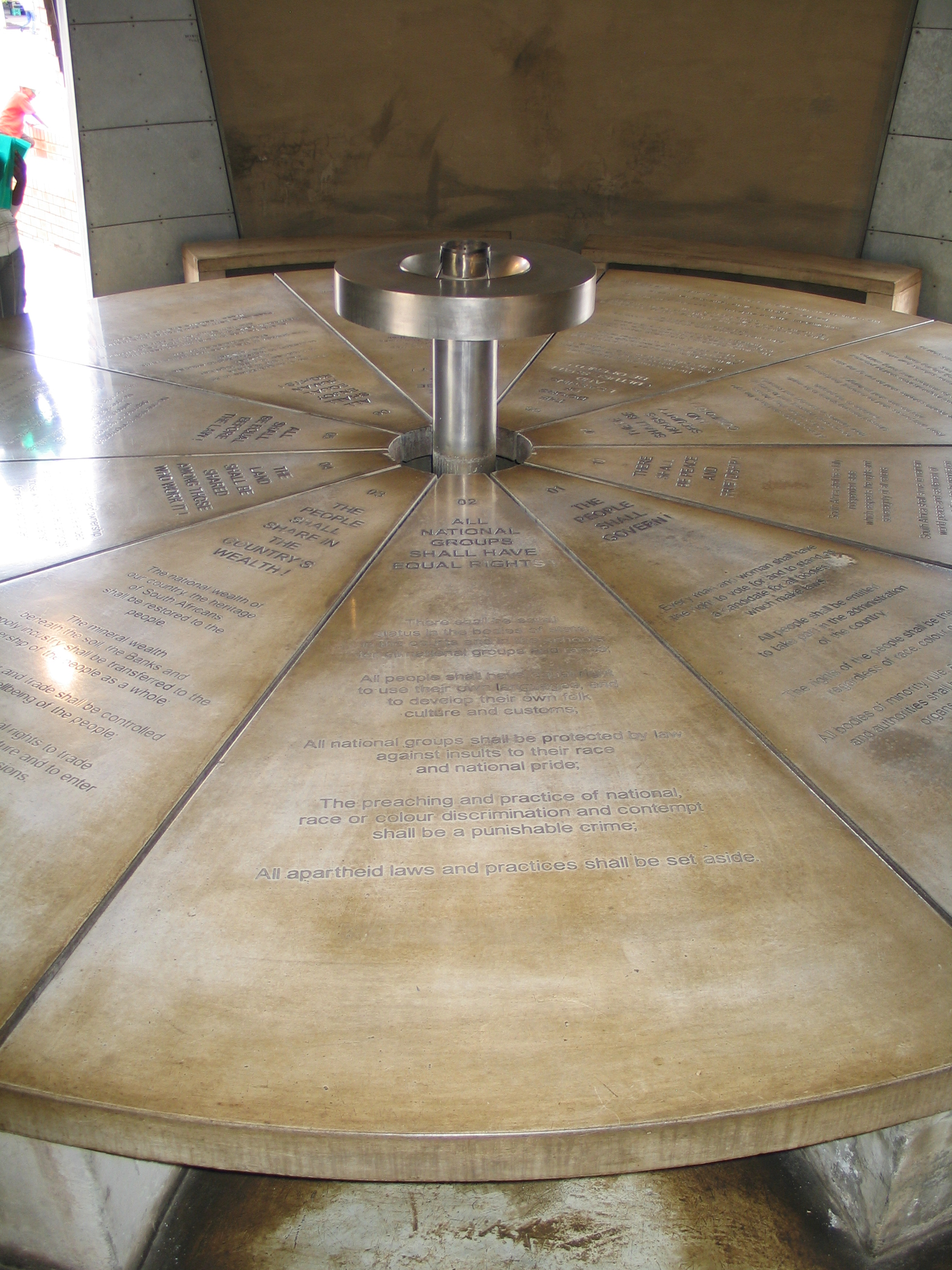
Das Freedom Charter Memorial in Kliptown

Die Freiheitscharta folgte in der historischen Entwicklung des ANC der zwölf Jahre zuvor verabschiedeten Erklärung Africans’ Claims in South Africa (Forderungen der Afrikaner in Südafrika). Sie umfasste als Gegenprogramm zur Apartheid in zehn Punkten Forderungen nach Demokratie, nach Gleichberechtigung aller Einwohner Südafrikas unabhängig von ethnischer Zugehörigkeit, Hautfarbe oder Geschlecht sowie nach Respektierung grundlegender Menschenrechte wie der Meinungsfreiheit, der Versammlungsfreiheit, der Religionsfreiheit, der Reisefreiheit und des Rechts auf Privatsphäre. Die zentrale Losung des Dokuments war The People Shall Govern! – „Das Volk soll regieren!“.
Weitere Punkte bezogen sich auf angemessene Arbeitsbedingungen, soziale Sicherheit einschließlich der Verfügbarkeit menschenwürdigen Wohnraums und freier Gesundheitsversorgung für alle Menschen sowie einen uneingeschränkten Zugang zu Bildung und Kultur. An der Ausarbeitung der Freiheitscharta waren der Hochschullehrer Zachariah Keodirelang Matthews und der damalige ANC-Präsident und spätere Friedensnobelpreisträger Albert John Luthuli maßgeblich beteiligt. Die endgültige Formulierung erfolgte durch Lionel Bernstein von der South African Communist Party. Alle am Volkskongress beteiligten Organisationen stimmten der Charta in der Folgezeit auf entsprechenden Tagungen zu.
Durch die Freiheitscharta erhielten Begriffe wie Freiheit und Selbstbestimmung sowie die Losung des Kongresses Freedom in our lifetime – „Freiheit zu unseren Lebzeiten“ – einen konkreten praktischen Sinn, indem im Text der Charta beschrieben wurde, was Freiheit tatsächlich in den verschiedenen Bereichen des gesellschaftlichen Lebens bedeuten würde. Die Charta, in der damit eine Vision von einem Südafrika ohne Apartheid dargestellt war, gab auf diese Weise den Mitgliedern der am Einsatz gegen die Rassentrennung beteiligten Gruppierungen einen gemeinsamen Orientierungspunkt sowie Ziele für ihr Wirken. Damit war sie auch ein wichtiges Instrument bei der Motivierung ihrer Basis und der Gewinnung neuer Mitglieder. Darüber hinaus führte die Verabschiedung der Freiheitscharta einerseits zur Stärkung des ideellen Zusammenhalts der am Volkskongress beteiligten Organisationen, andererseits aber auch zum Austritt von radikalen ANC-Mitgliedern, die den aus ihrer Sicht gemäßigten Kurs des ANC ablehnten und 1959 den Pan Africanist Congress gründeten.
Die Charta enthielt auch Forderungen nach einer teilweisen Kollektivierung von Monopolunternehmen, Banken und Bodenschätzen sowie einer staatlichen Lenkung der Wirtschaft. Die damalige südafrikanische Regierung unter Premierminister Johannes Gerhardus Strijdom sah die Durchführung des Volkskongresses sowie die Verabschiedung der Freiheitscharta als einen Akt des Verrats. Ein Jahr später ließ sie 156 Führer der beteiligten Organisationen verhaften unter dem Vorwurf (Suppression of Communism Act), einer landesweiten und vermeintlich kommunistischen Verschwörung mit dem Ziel eines gewaltsamen Umsturzes anzugehören. Im nachfolgenden Gerichtsprozess, dem sogenannten Treason Trial, wurden im Laufe der nächsten fünf Jahre jedoch alle Angeklagten freigesprochen. Der Besitz und die Weiterverbreitung der Freiheitscharta blieben aber in Südafrika während der Zeit der Apartheid verboten.
Auch nach dem Ende der Rassentrennungspolitik in Südafrika zählt sie bis in die Gegenwart zu den programmatischen Grundlagen des African National Congress. In Kliptown erinnert ein Denkmal an die Verabschiedung der Freiheitscharta.